# Kamičani
Kamičani (szerbül: Камичани), falu Bosznia-Hercegovinában, Bosanska krajina területén, Prijedor községben, a Szerb Köztársaságban. 

## Fekvése
Bosznia-Hercegovina északnyugati részén, a Potkozarje területén, Banja Lukától légvonalban 33, közúton 40 km-re északnyugatra, községközpontjától légvonalban 11, közúton 13 km-re keletre, 220 – 300 méteres tengerszint feletti magasságban, a Kozara-hegység délnyugati lejtőin fekszik. 

## Népessége
| Nemzetiségi csoport | Népesség 1991 | Népesség 2013 |
| ------------------- | ------------- | ------------- |
| Szerb               | 24            | 44            |
| Bosnyák             | 3014          | 2823          |
| Horvát              | 9             | 2             |
| Jugoszláv           | 4             | 0             |
| Egyéb               | 64            | 46            |
| Összesen            | 3115          | 2915          |

## Története
A régészeti leletek tanúsága szerint Kamičani területe már a késő bronzkor óta folyamatosan lakott volt. A „Crkvena” lelőhelyen őskori, ókori és középkori építmények maradványai is megtalálhatók.
A település 1878-ig tartozott az Oszmán Birodalomhoz, ekkor a berlini kongresszus határozata alapján az Osztrák-Magyar Monarchia része lett. 1879-ben az első osztrák-magyar népszámlálás során a Prijedori járáshoz és Kozarac községhez tartozó településnek 150 háztartása, 842 muszlim és lakosa volt. 1910-ben a Kozaraci járáshoz és Kozarac községhez tartozó településen 248 háztartást és 1302 muszlim 3 ortodox szerb, 71 római katolikus és 59 görög katolikus lakost találtak.
A monarchia szétesésével 1918-ban előbb a Szerb-Horvát-Szlovén Királyság, majd 1929-től a Jugoszláv Királyság része. Jugoszlávia megszállása után a falu a Független Horvát Állam (NDH) része lett. 
1945-től a település a szocialista Jugoszlávia része volt, 1963-ig Kozarac községhez tartozott. A boszniai háború idején a település a Boszniai Szerb Köztársaság része volt. A háború alatt a települést 1992-ben teljesen lerombolták, a bosnyák lakosságot elűzték. A száműzött bosnyákok egy része 1999-ben visszatért, és újjáépítette a helyi mecsetet. A daytoni békeszerződést követő területfelosztásnál a település Prijedor község részeként a Szerb Köztársaság területéhez került.

## Nevezetességei
- Crkvena – őskori erődített település maradványai ókori és középkori védelmi létesítményekkel. A lelőhely a Kulina-patak torkolata feletti domb platóján található. Az őskori erőd maradványai a plató északkeleti és nyugati szélén találhatók, míg a déli oldalon védelmi célokat szolgáló tumulus látható. Az őskori település korát a késő bronzkorra és a vaskorra teszik. A plató északi oldalán római épületmaradványok (falak, malter, tégla), valamint középkori építőanyagok és cseréptöredékek találhatók.[4]

- Az osztrák-magyar időszakban (1896 előtt) épült kamičani mecsetet 1990-ben a háború előestéjén renoválták. A Prijedori Iszlám Közösség iratai szerint a mecsetet 1992 nyarán a szerb fegyveresek lerombolták. A háború után a falu visszatérő lakói újjáépítették.[7]

- Az itteni emlékközpontban temették el az 1992-es prijedori mészárlás áldozatait.